# Mario Zepahua Valencia
Mario Alberto Rafael Zepahua Valencia. Es un político mexicano, miembro del Partido Revolucionario Institucional, que fue diputado federal de 2003 a 2006.
Mario Zepahua cobró notoriedad nacional, ya que al ser candidato del PRI a diputado federal por el XVIII Distrito Electoral Federal de Veracruz con cabecera en Zongolica, fue secuestrado y los videos que sus secuestradores enviaban a sus familiares para exigirles rescate fueron difundidos a nivel nacional, aunque por dicho secuestro se encontró imposibilitado de hacer campaña electoral, ganó la elección, para la LIX Legislatura de 2003 a 2006, aunque al llegar la fecha de su toma de protesta como diputado, el 1 de septiembre de 2003, se encontraba aún secuestrado, por lo que no se presentó, siendo finalmente liberado el 25 de octubre del mismo año y asumió su curul el 6 de noviembre, pronto surgieron versiones que aseguraban que nunca había sido secuestrado, sino que había fingido dicho acontecimiento, al asegurar las autoridades judiciales que siempre supieron en donde estaba presuntamente retenido pero que peticiones de la familia de Zepahua les impidieron actuar para liberarlo, lo cual él negó categóricamente.